# Adam Balten
Adam Peter Balten (* 9. November 1983 in Sosnowitz, Woiwodschaft Schlesien, Polen) ist ein deutscher Politiker (AfD).

## Leben
Adam Balten absolvierte nach Abitur und Wehrdienst ein Studium der Mechatronik, das er 2012 abschloss. Von 2012 bis 2022 arbeitete er als Mechatronik-Ingenieur. Seit 2022 ist er als „Senior Product Supporter“ in einem mittelständischen Unternehmen tätig.
Balten ist seit 2021 Mitglied der AfD. Er ist Mitglied im AfD-Landesfachausschuss (LFA) 9 für Schule und Bildung in Nordrhein-Westfalen. Bei der Bundestagswahl 2025 kandidierte Balten als AfD-Direktkandidat im Bundestagswahlkreis Wesel I (Wahlkreis 112), wo er 17,4 % der Erststimmen erreichte, aber Sascha van Beek (CDU) unterlag. Über Platz 23 der Landesliste der AfD Nordrhein-Westfalen wurde Balten im Februar 2025 in den Deutschen Bundestag gewählt.
Zu seinen politischen Interessengebieten gehören insbesondere Bildungs- und Wirtschaftspolitik. Zum Thema Zuwanderung äußerte sich Balten in einem Interview mit der Neuen Ruhr Zeitung im Februar 2025 mit den Worten: „Unkontrollierte Massenmigration ist eine Gefahr! Gesteuerte Zuwanderung ist ein Impulsgeber!“ Auf abgeordnetenwatch.de bekannte sich Balten zum Existenz- und Selbstverteidigungsrecht Israels und befürwortete eine neutrale Vermittlerrolle Deutschlands im Israel-Gaza-Krieg.
Adam Balten ist verheiratet, Vater von zwei Kindern und lebt in Hamminkeln.